# 勒内·托夫特·汉森
勒内·托夫特·汉森（丹麥語：René Toft Hansen，1984年11月1日—），丹麦男子手球运动员。他曾代表丹麦国家队参加2012年和2016年夏季奥林匹克运动会手球比赛，其中2016年奥运会获得一枚金牌。